# Karat
Karat je německá rocková skupina, založená v roce 1975 v bývalé NDR. Do roku 2005 vystupovala pod původním názvem, po smrti zpěváka Herberta Dreilicha na konci roku 2004 vzhledem ke sporu o autorská práva na název skupiny s vdovou po zpěvákovi Dreilichovi zbývající členové byly nuceni změnit název na K…!. Takto skupina fungovala v letech 2006 až 2007. V létě roku 2007 vzhledem k vyřešenému sporu se skupina navrací k původnímu pojmenování a funguje nadále opět jako Karat.
V 80. letech minulého století patřila k nejpopulárnějším, ale i nejrespektovanějším formacím tehdejšího „východního“ Německa. Její alba vycházela současně v obou částech Německa a aktuální skladby obsazovaly čelná místa v německých hitparádách. Úspěch nepolevoval ani po vzniku sjednoceného Německa. Mezi největší hity patří skladby „Über sieben Brücken musst du gehn“, „Der blaue Planet“, „Jede Stunde“, „Schwanenkönig“, „König der Welt“, „Die Glocke Zweitausend“, „Magisches Licht“, „Blumen aus Eis“, „Gewitterregen“ a „Albatros“. Její alba byla prodávána i v ČSSR.

## Diskografie
Studiová řadová alba:
- Karat 1 (1978)
- Über sieben Brücken (1979)
- Schwanenkönig (1980)
- Der blaue Planet (1982)
- Die sieben Wunder der Welt (1983)
- 10 Jahre Karat - Auf dem Weg zu Euch (1984) Livealbum
- Fünfte Jahreszeit (1986)
- …im nächsten Frieden (1989)
- Karat (1991)
- Die geschenkte Stunde (1995)
- Balance (1997)
- Ich liebe jede Stunde (2000)
- Licht und Schatten (2003)
- Weitergeh'n (2010)
- Symphony (2013)
- Seelenschiffe (2015)
- Labyrinth (2018)